# Boulevard Montmartre
Boulevard Montmartre je bulvár v Paříži. Nachází se na hranici 2. a 9. obvodu. Ulice byla pojmenována podle bývalé městské brány Montmartre.

## Poloha
Ulice je součástí tzv. velkých bulvárů (leží mezi bulváry Italiens a Poissonnière). Vede od křižovatky s Rue du Faubourg-Montmartre a Rue Montmartre a končí na křižovatce s Rue de Richelieu a Rue Drouot. Na západě na něj rovněž navazuje Boulevard Haussmann.

## Historie
Boulevard Montmartre vznikl na místě městských hradeb Ludvíka XIII. V roce 1668 byla cesta osázená stromy a sloužila jako promenáda. Bulvár byl jako ulice zřízen královským patentem z července 1676.

## Významné stavby
- dům č. 5: žil zde fotograf Édouard Buguet (1840–1890)
- dům č. 7: Théâtre des Variétés, jehož fasáda je od roku 1974 chráněná jako historická památka
- dům č. 10: musée Grévin
- domy č. 10-12: passage Jouffroy chráněná jako historická památka
- domy č. 11-13: passage des Panoramas chráněná jako historická památka
- dům č. 14: bydlela zde spisovatelka Caroline Rémy řečená Séverine. Původní dům byl zbořen v roce 1934 a znovu postaven v secesním slohu
- dům č. 16: Hôtel de Mercy-Argenteau – barokní palác z 18. století chráněný jako historická památka
- dům č. 21: fotoateliér Reutlinger